# 베름란드선
베름란드선(스웨덴어: Värmlandsbanan, 과거 명칭 Nordvästra stambanan)은 스웨덴의 라호부터 노르웨이 국경을 지나는 노선으로, 베름란드를 통과한다. 노르웨이 국경 이후부터는 오슬로 방면 콩스빙에르 선과 직결 운행한다.

## 역사
1865년 오슬로부터 샤를로텐베리까지 운행하는 콩스빙에르 선이 개업하였고, 이후 오슬로와 스톡홀름을 잇는 철도 노선을 건설하기로 계획하였다. 이 노선을 연장하여 라호까지 연결하여 스톡홀름-예테보리 간 노선에 연결하기로 하였다. 1866년 12월 2일 라호-크리스틴함 구간이 1단계로 개통하였고, 1년 후에 아르비카-샤를로텐베리 구간, 1869년 크리스틴함-카를스타드 구간이 개통되었다. 1871년 미개통 구간인 카를스타드-아르비카 구간이 개통되었고, 공식적인 전 구간 개통일은 1871년 6월 19일이다.
1937년 라호-샤를로텐베리 구간이 전철화되었고 1951년 콩스빙에르 선이 전철화되었다. 1962년에는 스톡홀름-오슬로 간 열차가 라호 역에서 진행 방향을 바꾸어도 되지 않는 삼각선이 건설되었다.

## 노선
라호에서 베스트라 스탐바난과 분리되며, 여객 열차가 정착하는 역은 동쪽에서 서쪽으로 데예르포르스, 크리스틴함, 카를스타드, 킬, 획보다, 에다네, 아르비카, 샤를로텐베리 역이다. 획보다와 에다네 역에는 지역 통근 열차만 정차한다.

## 운행 열차
2009년 현재 1일 스톡홀름-카를스타드 구간은 10편성이 운행하며, 이 중 3편성은 아르비카까지 가는 X 2000, 나머지는 지역 열차이며 이 중 2편성은 오슬로까지 간다. 카를스타드-샤를로텐베리 구간은 10편성이 운행하며, 이 중 지역 열차는 8편성이고, 지역 열차 중 2편성은 오슬로까지 가고, 나머지 2편성은 오슬로까지 가는 SJ 인터시티 열차이다. 노르웨이에서는 지역 열차처럼 자주 정차한다. 카를스타드-킬 구간이나 카를스타드-크리스틴함 구간은 좀 더 많은 열차가 운행한다.
스톡홀름-카를스타드 구간 운행 시간은 기관차 운행 시 3시간, X 2000으로는 2시간 21분이며 오슬로-카를스타드 운행 시간은 3시간이다.